# Presidente Vargas
Presidente Vargas – stacja metra w Rio de Janeiro, na linii 1 i 2. Zlokalizowana jest pomiędzy stacjami Uruguaiana i Central. Została otwarta 15 marca 1979.